# Ettore Bassi
Ettore Francesco Mario Bassi (* 16. April 1970 in Bari, Italien) ist ein italienischer Schauspieler und Fernsehmoderator.

## Leben
Ettore Bassi debütierte 1993 als Moderator in dem Programm La Banda Zecchino und moderiert seitdem vor allem Programme für Kinder. Im Jahr 1994 debütierte er als Schauspieler in einer italienischen Miniserie unter der Regie von Giorgio Capitani.
2011 bis 2013 drehte Ettore Bassi für die deutsch-österreichisch-italienische Krimiserie Kommissar Rex unter der Regie von Marco Serafini und spielte dort den Davide Rivera. 
Bassi war unter anderen in deutschen Filmen wie Der Todestunnel und Pius XII. zu sehen.

## Filmografie
- 2005: Der Todestunnel – Nur die Wahrheit zählt
- 2010: Pius XII.
- 2011–2013: Kommissar Rex